# Nyctiophylax sarug
Nyctiophylax sarug är en nattsländeart som beskrevs av Malicky 1993. Nyctiophylax sarug ingår i släktet Nyctiophylax och familjen fångstnätnattsländor. Inga underarter finns listade i Catalogue of Life.